# Францішек Печка
Францішек Максиміліан Печка (пол. Franciszek Maksymilian Pieczka; 18 січня 1928, Ґодув, Польща — 23 вересня 2022) — польський актор театру та кіно.

## Життєпис
Народився у селянській родині. Після року у технікумі на електротехнічному факультеті, переїхав до Варшави, де вступив до театральної школи.
1954 року закінчив Вищу державне театральне училище (Варшава), тоді ж зіграв свою першу роль — німець-патрульний у першій картині Анджея Вайди «Покоління». Театральну кар'єру почав в місті Єленя-Гура. Виступав у краківському Народному театрі. З 1970-го переїхав до Варшави. У період з 1974 по 2015 роки — актор варшавського Театру Повшехни.
Серед кіноробіт Францишека Печки — понад сто фільмім. Після дебюту у Анжея Вайди, знявся в його фільмах ще двічі — особливо колоритною видалася роль тупуватого нувориша Мюллера у стрічці «Земля обітована». Знімалася також у провідних майстрів польського кіно. На початку кінокар'єри взяв участь у картині «Мати Джоан з Ангелів» Єжи Кавалеровича, згодом зіграв одну з найкращих своїх ролей у картині того ж автора «Аустерія», а в екранізації роману «Камо грядеши» Генрика Сенкевича Кавалерович довірив акторові роль апостола Петра. Кшиштоф Кесльовський зняв Печку у своїй першій ігровій картині «Шрам». Крім того, він знімався в таких значних досягненнях польського та європейського кіно, як «Рукопис, знайдений у Сарагосі» Войцеха Єжи Гаса, «Перлина в короні» та «Бусинки одних чоток» Казімежа Куца, «Будапештські казки» Іштвана Сабо, «Мама та її сини» Януша Заорського.
На території СРСР відомий за роботами у радянсько-польському фільмі «Легенда» Сільвестра Хенциньського, епопеї «Визволення» Юрія Озерова, де виступив у ролі сержанта Пелкі, зігравши разом із Барбарою Брильською. Проте особливою популярністю користувався серіал «Чотири танкісти і пес», в якому Печка виконав одну з головних ролей — веселуна та силача танкіста Густліка.

## Фільмографія
- 1954 — Покоління — патрульний
- 1958 — Калоші щастя — медбрат в психіатричній лікарні
- 1960 — Мати Івана від ангелів — Одрін
- 1961 — Квітень — Анклевич
- 1962 — Голос з того світу — селянин
- 1963 — Їхній день звичайний — Даниш
- 1963 — Хрещені вогнем — Юзеф Почобутт
- 1964 — Рукопис, знайдений у Сарагосі — Пачеко
- 1964 — Життя ще раз — ув'язнений Янко
- 1965 — Вальковер — організатор змагань
- 1966 — Чотири танкісти і пес — Густлік (Густав Вільгельмович Єлень)[3]
- 1966 — Де третій король? — Маржак, реставратор картин
- 1968 — Житіє Матеуша — Матеуш
- 1968 — Звільнення: Вогняна дуга — сержант Пелька
- 1968 — Житіє Матеуша — Матеуш
- 1970 — Польський альбом — Франок
- 1970 — Гідрозагадка — моряк
- 1971 — Проблемний гість — детектив з посмішкою
- 1971 — Перлина у короні — Губерт Сіржа
- 1971 — Легенда — ксьондз
- 1972 — Весілля — Чепек
- 1972 — Скляна куля — «Король життя»
- 1972 — Капризи Лазаря — солтис
- 1973 — Чоловіки — священик
- 1974 — Потоп — Кімліч
- 1974 — Гніздо — Мрокота
- 1975 — Земля обітована — пан Мюллер
- 1976 — Будапештські казки — пасажир у трамваї
- 1976 — Шрам — Стефан Беднаж, директор комбінату
- 1979 — Біла мазурка — Валерій Врублевський
- 1979 — Форпост — Юзеф Слимак
- 1979 — Намистинки одних чіток — Єжи, син Хабрики
- 1981 — Коноплянка — дід
- 1982 — Аустерія — Таг, господар корчми
- 1983 — Матір королів — Сіга
- 1983 — Вірна річка — Щепан
- 1983 — Епітафія для Барбари Радзивілл — Пйотр Боратинський
- 1985 — Дівчата з Новолипок — Мосаковський, батько Бронки
- 1985 — Щоденник грішника — Леган
- 1986 — Біг Бен — Стасек
- 1986 — Шахерезада — Форестер
- 1990 — Похорон картоплі — Матеуш Шевчук
- 1993 — Ескадрон — Блажей
- 1993 — Випадок Пекосинського
- 1994 — Подяка за кожен новий ранок — Степан Гакундак, поет
- 2001 — Кво вадіс? — Апостол Петро
- 2006 — Жасмін — Святий Рох
- 2006 —2016 — Ранчо — Стахо Япич